# Grant Lee Buffalo
Grant Lee Buffalo est un groupe de rock américain, originaire de Los Angeles, en Californie.

## Biographie
Avant de former Grant Lee Buffalo, Grant-Lee Phillips, Paul Kimble et Joey Peters étaient membres d'un groupe de rock appelé Shiva Burlesque. Le groupe est actif pendant les années 1980. Il compte deux albums studio, l'homonyme Shiva Burlesque, publié en 1987 chez Fundamental Records. Le second album s'intitule Mercury Blues et est publié en 1990 chez Ripple Effect.
Grant Lee Buffalo est formé en 1991 à Los Angeles, avec comme chanteur et leader Grant-Lee Phillips, Paul Kimble à la basse, et Joey Peters à la batterie. Grant Lee Phillips s'est beaucoup illustré avec une guitare folk à 12 cordes montée avec un micro rosace électrique. Ainsi, il passait d'une session rythmique en son clair à des sons saturés pour des solos sur la même guitare tout en maîtrisant parfaitement les bends.
Le groupe produit un folk rock "noisy" aux pointes country qu'il a exprimé dans quatre albums : Fuzzy sorti en 1993, Mighty Joe Moon en 1994, Copperopolis en 1996 et Jubilee en 1998. Grant Lee Buffalo se produit avec de grands groupes, dont R.E.M., Pearl Jam, The Smashing Pumpkins ou The Cranberries.
En 1997, le bassiste Paul Kimble quitte le groupe. En 1999, le groupe se dissout et Grant Lee Phillips décide de poursuivre sa carrière en solo.
En 2011, le groupe se produit dans sa formation d'origine pour quelques concerts aux États-Unis et en Europe. Il s'arrête notamment à Los Angeles, Dublin, Londres, Bruxelles, Copenhague, et Oslo. Le 8 août 2011, le groupe joue au Folk Dranouter en Belgique, et le 9 août à Copenhague.

## Discographie

### Albums studio
- 1993 : Fuzzy
- 1994 : Mighty Joe Moon
- 1996 : Copperopolis
- 1998 : Jubilee

### Compilation
- 2001 : Storm Hymnal - Gems from the Vault of